# Chạo tôm
Chạo tôm é um prato típico do Vietnã, geralmente servido como aperitivo. Ele consiste em um pedaço de cana-de-açúcar, ou outro espeto vegetal, enrolado em uma pasta de camarão temperada, que é rapidamente cozido no vapor e depois grelhado.
Chạo tôm é originário da região centro-sul do Vietnã, mas é popular no país inteiro. O aperitivo é popular em festas, por ser fácil de ser comido com as mãos, e no inverno, por ter sabor picante e ser servido bem quente.

## Preparação
Os espetos vegetais utilizados na receita, em geral, tem por volta de dois centímetros de diâmetro. Eles podem ser feitos de cana-de-açúcar, de erva-doce ou de capim-limão. Os palitos são comestíveis, e geralmente são ingeridos após o consumo da cobertura de camarão, por terem a consistência mais dura que a carne empanada.
Na maneira tradicional de se preparar o prato, a pasta de camarão de chao tom é feita misturando os ingredientes com o uso de um pilão ou almofariz. 
Os camarões frescos são temperados com sal, cortados em pedaços irregulares, e misturados com amido, açúcar, pimenta do-reino, molho de peixe (e/ou molho de ostra) e alho e chalotas picadas; um ovo inteiro é adicionado para ajudar na consistência da massa, que fica bastante pastosa. Os ingredientes são então amassados com o auxílio de um pilão, e misturados com algum tipo de gordura (óleo vegetal ou banha de porco) para enriquecer a pasta; o resultado é deixado para descansar por um tempo, para que endureça e atinja a textura correta. A massa de camarão é grudada ao redor da extensão dos espetos, formando uma protuberância espessa. Os espetos já cobertos com a massa são, então, cozidos no vapor, para que a pasta se assente no lugar e não amoleça, e deixados para ficarem na temperatura ambiente. O chạo tôm recebe, então, uma pequeniníssima quantidade de óleo para que a pasta não grude, e são grelhados até dourarem.
A massa também pode conter outros ingredientes vegetais, como cenoura ralada e cebola. Também pode-se adicionar carne de peixe e carne suína (especialmente linguiça).

## Consumo
O chạo tôm geralmente é servido acompanhado de molhos, como nước chấm ou molho agridoce, e de hortaliças e ervas variadas. Alface é a hortaliça mais comumente servida como acompanhamento para o prato; cenoura e pepino também são populares. Ervas aromáticas, como hortelã, coentro, perilla comum e vermelha e cebolinho-chinês são jogadas por cima dos espetos de camarão; Kinh gioi (Elsholtzia ciliata) também é comum.
O prato também pode ser consumido junto com massa alimentícia de arroz, alimento básico da dieta vietnamita.